# Felizarda Jorge
Felizarda Jorge, née le 23 février 1985, est une joueuse angolaise de basket-ball. 

## Biographie
Elle remporte la médaille d'argent aux Jeux africains de 2011 et la médaille de bronze aux  Jeux africains de 2015 avec l'Équipe d'Angola de basket-ball féminin.